# Comissão das Nações Unidas de Vigilância, Verificação e Inspeção
A Comissão das Nações Unidas de Vigilância, Verificação e Inspeção (UNMOVIC) foi criada a partir da adoção da Resolução 1284 do Conselho de Segurança da ONU em 17 de Dezembro de 1999,  assumindo o mandato da UNSCOM.

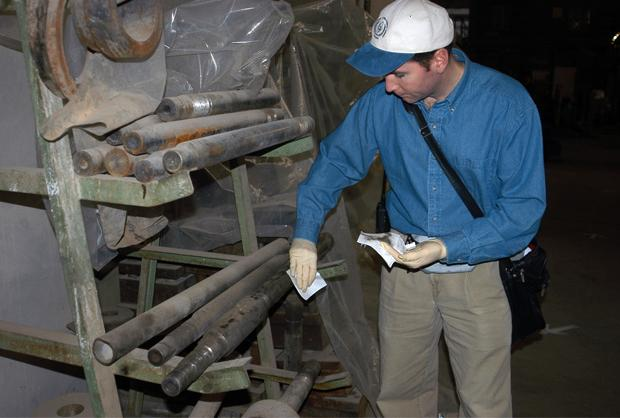
IInspetor da AIEA coleta material para teste em uma fábrica de máquinas no Iraque, durante as inspeções de 2002.

## Antecedentes
A Comissão Especial das Nações Unidas (UNSCOM) foi responsável pela execução do regime de inspeção criado com a aprovação da Resolução 687 do Conselho de Segurança das Nações Unidas, em abril de 1991, para supervisionar o cumprimento, pelo Iraque, da determinação de destruir suas armas químicas, biológicas e instalações de mísseis, além de cooperar com a Agência Internacional de Energia Atômica na eliminação de todas as instalações de armas nucleares existentes no país, após a Guerra do Golfo. 
As inspeções da  UNSCOM começaram ainda em 1991. Até 1998, a Comissão promoveu a destruição de 48 mísseis Scud, 50 ogivas de mísseis com armas químicas e biológicas, milhares de mísseis, cerca de 60 plataformas de lançamento, 400 mil projéteis com agentes químicos e cerca de mil toneladas de agentes biológicos e bioquímicos. Em dezembro de 1998, o Iraque acusou os inspetores de espionagem, e o trabalho da Comissão foi suspenso. O então presidente dos EUA, Bill Clinton, encontrou assim uma justificativa bombardear o Iraque durante quatro dias consecutivos, ainda em dezembro de 1998. Depois disso, Clinton declarou que todas as armas de destruição em massa do Iraque haviam sido eliminadas. Mais tarde, porém, em dezembro de 1999, a  UNSCOM foi desarticulada em meio ao descrédito geral, quando se descobriu que sua estrutura havia sido utilizada pelo governo dos EUA para espionar o regime de Saddam Hussein e bombardear o Iraque, na Operação Raposa do Deserto. Depois disso, o governo norte-americano começou a levantar dúvidas sobre o desarmamento iraquiano e defendeu uma nova resolução para exigir o regresso dos inspetores. Em 17 de dezembro de 1999, o Conselho de Segurança da ONU, com as abstenções da França, China e Rússia, aprovou a resolução 1284, que criava a Comissão das Nações Unidas de Inspeção, Vigilância e Verificação (UNMOVIC).
A UNMOVIC assumiu o mandato da UNSCOM para promover a eliminação das supostas armas de destruição em massa iraquianas e também para operar um sistema de acompanhamento e inspeção do cumprimento, pelo Iraque, da proibição de readquirir as armas. Também ficou estabelecido que, em seus trabalhos, a UNMOVIC teria ajuda da Agência Internacional da Energia Atômica (AIEA). Porém o governo de Bagdá rejeitou a presença dos inspetores internacionais. Em 12 de setembro de 2002, o presidente  George W. Bush anunciou na Assembleia Geral da ONU que uma ação militar no Iraque era inevitável, se o país não acatasse as proibições. O sueco Hans Blix, chefe da UNMOVIC, pediu a Bagdá que aceitasse o retorno dos inspetores, afirmando, ao mesmo tempo, que não havia provas contra o Iraque. Em 16 de setembro do mesmo ano, o governo iraquiano aceitou o regresso dos inspetores.
Mas, estranhamente, depois de anos exigindo as inspeções, o governo dos EUA obstruiu o reinício das atividades da Comissão durante dois meses, até que, em 8 de novembro, obteve uma nova e mais dura resolução do Conselho de Segurança, que advertia o governo do Iraque de que esta seria sua última chance. De fato a resolução operava uma inversão do ônus da prova, pois o Iraque tinha que demonstrar que não possuía armas de destruição em massa. Afinal, em 27 de novembro, as inspeções foram reiniciadas. Em 7 de dezembro, o Iraque entregou um relatório de 12 mil páginas, garantindo não ter as armas. O documento, porém, foi  contestado pelos EUA e pela Grã-Bretanha. Entre os investigadores também ocorreu uma cisão. Enquanto Mohamed ElBaradei, diretor da AIEA, afirmou que o Iraque não tinha armas atômicas,  Hans Blix declarou ao Conselho de Segurança, em 27 de janeiro, que o Iraque não cooperava e que possuía 6,5 mil bombas e outros artefatos, tais como agentes biológicos. O relatório de Blix foi visto como um sinal verde para a guerra contra o Iraque.
O mandato da UNMOVIC foi encerrado em 29 de junho de 2007 

## Ver Também
- Iraque e armas de destruição em massa
- Crise do desarmamento do Iraque
- UNSCOM

## Ligações Externas
- Site oficial da UNMOVIC